# 鄭紹遠

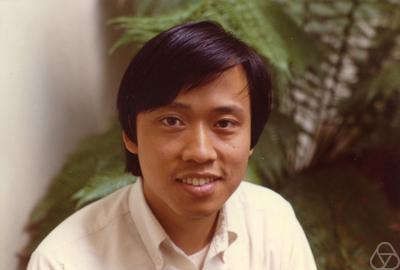
鄭紹遠於1977年
鳴謝：George M. Bergman

鄭紹遠（英語：Shiu-Yuen Cheng），香港數學家，香港科技大學數學系榮休教授、前理學院院長、榮譽大學院士，清華大學丘成桐數學科學中心副主任。2023年8月起任香港中文大學（深圳）厚含書院創院院長。

## 生平
鄭紹遠生於香港，早年就讀於培正中學。1966年考入香港中文大學聯合書院數學系，後來於柏克萊加州大學跟隨陳省身學習數學，在1974年取得哲學博士。

## 外部連結
- Professor Emeritus Shiu-Yuen CHENG
- 從數學看世界──鄭紹遠教授 （页面存档备份，存于）
- 教書如教仔鄭紹遠 （页面存档备份，存于）